# 871 Amneris
871 Amneris è un asteroide della fascia principale. Scoperto nel 1917, presenta un'orbita caratterizzata da un semiasse maggiore pari a 2,2220963 UA e da un'eccentricità di 0,1199080, inclinata di 4,25166° rispetto all'eclittica.
Il suo nome fa riferimento ad Amneris, personaggio dell'Aida di Giuseppe Verdi.